# جان فاستر (بازیکن فوتبال)
جان فاستر (انگلیسی: John Foster؛ زادهٔ ۱۹ سپتامبر ۱۹۷۳) بازیکن فوتبال اهل بریتانیا است.
از باشگاه‌هایی که در آن بازی کرده‌است می‌توان به باشگاه فوتبال منچستر سیتی، باشگاه فوتبال کارلایل یونایتد، باشگاه فوتبال بری، و باشگاه فوتبال هاید اشاره کرد.